# Melanie Bak
Melanie Mie Bak (født 30. januar 1994 i Randers, Danmark) er en dansk håndboldspiller som spiller for danske Randers HK, siden 2020 og Danmarks kvindehåndboldlandshold.